# Luis Ojeda (político)
Luis Ojeda (San Luis - ibidem) fue un abogado, militar y político argentino

## Vida y obra
Sirvió como Gobernador delegado de la Provincia de San Luis entre el 24 y 25 de octubre de 1874, por ausencia  del gobernador propietario.
Fue Notario Público Eclesiástico del Curato de San Luis en 1851.
En 1856, el entonces Gobernador Justo Daract, lo habilita para actuar como abogado. En 1862, con el grado de Mayor, luchó a las órdenes del Coronel José Iseas, contra los Montoneros que habían invadido la Provincia por el Norte. En 1865 fue ascendido al grado de Coronel de Infantería de las Guardias Nacionales. En 1874 fue Presidente de la Municipalidad de San Luis y gobernador delegado por ausencia del gobernador Lindor Quiroga, quien se había pronunciado a favor de los Revolucionarios de 1874, como consecuencia la Ciudad de San Luis fue invadida por parte del Coronel Carlos Panelo a órdenes del Coronel Julio Argentino Roca, sufriendo la cuarta ocupación militar en su historia.